# Американска академия за драматични изкуства
Американската академия за драматични изкуства (на английски: American Academy of Dramatic Arts (AADA)) е американско висше учебно заведение с двугодишна консерватория по сценично изкуство. Подготвя професионални актьори. Основано е през 1884 г. в Ню Йорк. През 1974 година е открит клон в Пасадена, който през 2001 г. се мести в Холивуд, Лос Анджелис, Калифорния. Това е най-старото актьорско училище в англоговорещия свят. Много от завършилите академията са носители на награди „Оскар“, „Еми“ и „Тони“.